# Гергини
Гергини (болг. Гергини) — село в Болгарии. Находится в Габровской области, входит в общину Габрово. Население составляет 147 человек.

## Политическая ситуация
В кметстве села Гергини должность кмета (старосты) исполняет Румяна Русева Кушева (Граждане за европейское развитие Болгарии (ГЕРБ)) по результатам выборов.
Кмет (мэр) общины Габрово — Томислав Пейков Дончев (Граждане за европейское развитие Болгарии (ГЕРБ)) по результатам выборов.